# Chamarande
Chamarande település Franciaországban, Essonne megyében. Lakosainak száma 1104 fő (2022. január 1.). Chamarande Torfou, Auvers-Saint-Georges, Boissy-sous-Saint-Yon, Étréchy, Janville-sur-Juine, Lardy és Mauchamps községekkel határos.

## Népesség
A település népességének változása:
| Lakosok száma | 1143 | 1141 | 1159 | 1147 | 1139 | 1133 | 1134 | 1119 | 1104 |
|               | 2013 | 2015 | 2016 | 2017 | 2018 | 2019 | 2020 | 2021 | 2022 |